# Czesław Mordowicz
Czesław Mordowicz (Mława, 2 agosto 1919 – Toronto, 28 ottobre 2001) è stato un ebreo polacco internato nel campo di concentramento di Auschwitz che fuggì dal campo il 27 maggio 1944, nel pieno dell'Olocausto, insieme ad Arnošt Rosin.
Il rapporto, composto di sette pagine, dettato da Mordowicz e Rosin, unito al rapporto Vrba-Wetzler e al rapporto di Jerzy Tabeau formò la raccolta meglio nota come Protocolli di Auschwitz, il resoconto dettagliato dell'omicidio di massa ancora in corso all'interno del campo.

## Biografia
Mordowicz nacque a Mława, in Polonia, da Anna Wicińska, attrice, e da Herman Mordowicz, commerciante di cereali.

### Fuga da Auschwitz
Il 27 maggio 1944, Czesław Mordowicz prigioniero nº 84.216 fuggì da Auschwitz diretto verso la Slovacchia insieme ad Arnošt Rosin (nº 29.858). Arrivati in Slovacchia il 6 giugno, dettarono il loro rapporto a Oskar Krasniansky, membro del Consiglio Ebraico Slovacco, in casa di Boby Reich, a Liptovský Mikuláš. Nell'aprile dello stesso anno Rudolf Vrba e Alfréd Wetzler, protagonisti a loro volta di una fuga da Auschwitz, avevano già dettato a Krasniansky il loro rapporto. Mordowicz e Rosin confermarono i dettagli forniti da Vrba e Wetzler, aggiungendo inoltre che, tra il 15 e il 27 maggio, 100.000 ebrei ungheresi erano arrivati ad Auschwitz e che la maggior parte era stata gasata al loro arrivo.

### Insurrezione e reinserimento ad Auschwitz
Nell'agosto 1944 i partigiani slovacchi lanciarono una rivolta contro lo Stato slovacco collaborazionista, a seguito della quale i tedeschi invasero il Paese. Mordowicz fu arrestato e riportato ad Auschwitz, cercò di rimuovere il suo tatuaggio con il numero di prigioniero, sperando che le SS ad Auschwitz non fossero in grado di identificarlo. Non fu riconosciuto, cosa che gli salvò la vita, e fu portato in un altro campo. Sia Mordowicz che Rosin sopravvissero alla guerra.
Qualche anno dopo, in un'intervista, Mordowicz descrisse i suoi sforzi per avvertire del pericolo a cui stavano andando incontro i passeggeri di un treno diretto ad Auschwitz: stavano per essere portati a morire e avrebbero dovuto saltare giù dal treno, per questo motivo i passeggeri cominciarono a gridare e a battere sulle porte, quando si accorsero di cosa stesse accadendo le guardie risposero picchiandolo.